# لغة الكومان
لغة الكومان، وهي لغة من فرع اللغات القبجاقية من اللغات الأتراكية التي يتحدث بها شعبي الكومان والقبجاق. كانت هذه اللغة مشابهة للغات المختلفة المنتشرة اليوم للفرع الكوماني القبجاقي. إن لغة الكومان موثقة في أعمال تعود للقرون الوسطى، كما كانت لغة الأدب في وسط وشرق أوروبا والتي تركت موروث غني من الأعمال الأدبية. أصبحت اللغة هي اللغة الرئيسية (لغة تواصل مشترك) للقبيلة الذهبية.

## التاريخ

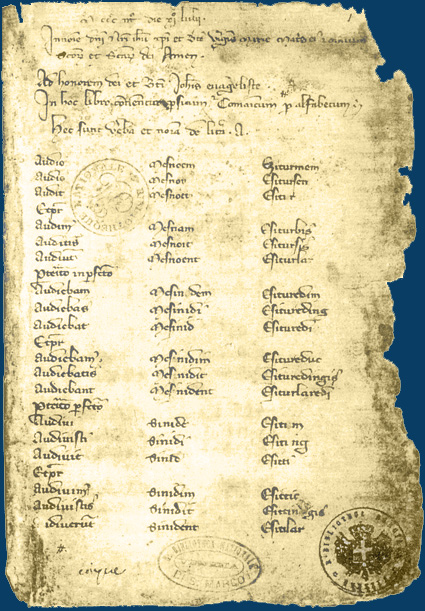
مخطوطة كومانيكوس وهي مكتوبة باللغة الكومانية

كان شعب الكومان من البدو الرُّحل الذين عاشوا في سهول أوروبا الشرقية، شمال البحر الأسود قبل القبيلة الذهبية المنغولية. العديد من الشعوب التركية بما في ذلك تتار القرم، القراشاي، القوموق، و البلقار ينحدرون من شعب الكومان. يتحدث اليوم الناطقون بهذه اللغات المختلفة والتي تنتمي إلى فرع الكوماني القبجاقي أشكالا مختلفة ولكن ذات ارتباط وثيق باللغة الكومانية الأصلية.
انقرضت لغة كومان في أوائل القرن السابع عشر في منطقة كاركاغ في المجر، التي كانت آخر معاقلها. ووفقا للراويات فإن آخر متحدث للغة الكومانية هو شخص اسمه استفان فارو، أحد سكان كاركاغ (المجر) الذي توفي عام 1770.
كان للكومان-قبجاق دور مهم في تاريخ كازاخستان وروسيا والمجر ورومانيا ومولدافيا وبسارابيا وبلغاريا.